# Ichthydium (Ichthydium) maximum
Ichthydium (Ichthydium) maximum is een buikharige uit de familie Chaetonotidae. Het dier komt uit het geslacht Ichthydium. Ichthydium (Ichthydium) maximum werd in 1917 voor het eerst wetenschappelijk beschreven door Greuter. 